# Tåkern
Tåkern is een meer in het landschap Östergötland in Zweden. Het meer is twaalf kilometer lang en acht kilometer breed. De gemiddelde diepte is 0,8 meter. Het meer ligt ongeveer 20 kilometer ten westen van Mjölby. Het meer watert via de rivier Mjölnaån af in het Vättermeer. 
Het meer is bekend vanwege het grote aantal vogels, dat aan en in het meer leeft. Het complete meer en de gebieden die grenzen aan het meer, gelden sinds 5 december 1974 als ramsargebied en zijn dus beschermd. Op een paar stukken en wandelpaden na is het gebied tussen april en het einde van juli niet geopend voor bezoekers vanwege het grote aantal vogels dat aan het meer broedt. 
Tussen 1842 en 1844 zakte de gemiddelde waterdiepte van het meer van 2,5 meter naar 0,8 meter. Sindsdien is het meer zeer populair bij vogels. In de jaren zestig van de 20e eeuw werd het waterpeil van het meer opnieuw veranderd, om te voorkomen dat er te grote verschillen kwamen in de hoogte van het water in het meer.